# 珍蝶族
珍蝶族（學名：Acraeini）是釉蛺蝶亞科中的一個族。廣泛分佈於熱帶地區，非洲中的物種多樣性最高。物種會互相擬態，所以研究牠們的生物分類亦變得棘手。

## 分類
Silva-Brandão et al.(2008)等指出弭珍蝶屬（Miyana）成為珍蝶屬的異名；黑珍蝶屬（Altinote）和Abananote成為束珍蝶屬的異名。整合以上研究珍蝶族今包含兩屬，列表如下：
- 珍蝶屬 Acraea
- 束珍蝶屬 Actinote